# 自由哨兵行动
自由哨兵行动始于2015年，是阿富汗战争的第二阶段，与2001年开始阿富汗战争的第一阶段有所區別，到了此阶段的美軍避免在阿富汗投入自身主力，而是由阿富汗安全部队接管国内安保，主导国内军事行动。

## 歷史

### 美阿聯合維安時期
2014年12月28日，北约正式结束阿富汗的战斗行动，转入全面的安全责任，阿富汗政府在喀布尔举行仪式。然而，这只是新阶段冲突的开始，戰爭並未結束。
2011年至2016年，美军逐步从阿富汗撤离，北约部队亦然，他們將许多作战任务移交给阿富汗安全部队。美国和阿富汗之间签署一项双边安全协议，讓北约部队在撤军日期之后继续留下，協助咨询和反恐能力。北约驻军人数约13,000人，包括9,800名美国人，另外還有26,000名军事承包商人員。相对较少的美国人在那里执行空袭以及近距离空中支援（CAS）阿富汗军队。不包括CAS任务，估计自2015年1月1日以來，美国空袭造成2,600至3,400人死亡，估計其中的125至182人是平民。
2015年9月底，塔利班攻入昆都士，但在次月撤出。
2015年全年阿富汗军人阵亡6,600多人，2016年截至11月12日止，阿富汗军人阵亡6,700多人。从2015年11月到2016年11月，政府控制区缩小了大约15%，在2016年底塔利班控制着全國約10%的人口，而阿富汗政府控制着全國大约67%的人口，其餘人口位於爭奪中的地區。
從2017年1月1日至5月8日期間，阿富汗安全部隊蒙受超過6,000人的傷亡。從2017年1月至2018年1月期間，阿安全部隊的人數減少了10.6%，主要是由於警察人數被削減。
唐納·川普接任美國總統後，解除過往奧巴馬政府对美軍施加的限制，以加強打擊恐怖分子的能力。2017年8月，川普批評巴基斯坦为塔利班和其它恐怖組織提供安全庇护，川普表示美國一直在向巴基斯坦提供大量援助，可是巴基斯坦卻在窩藏美國正在打擊的恐怖分子，川普宣稱「这必须改变。而且必须立即改变」。

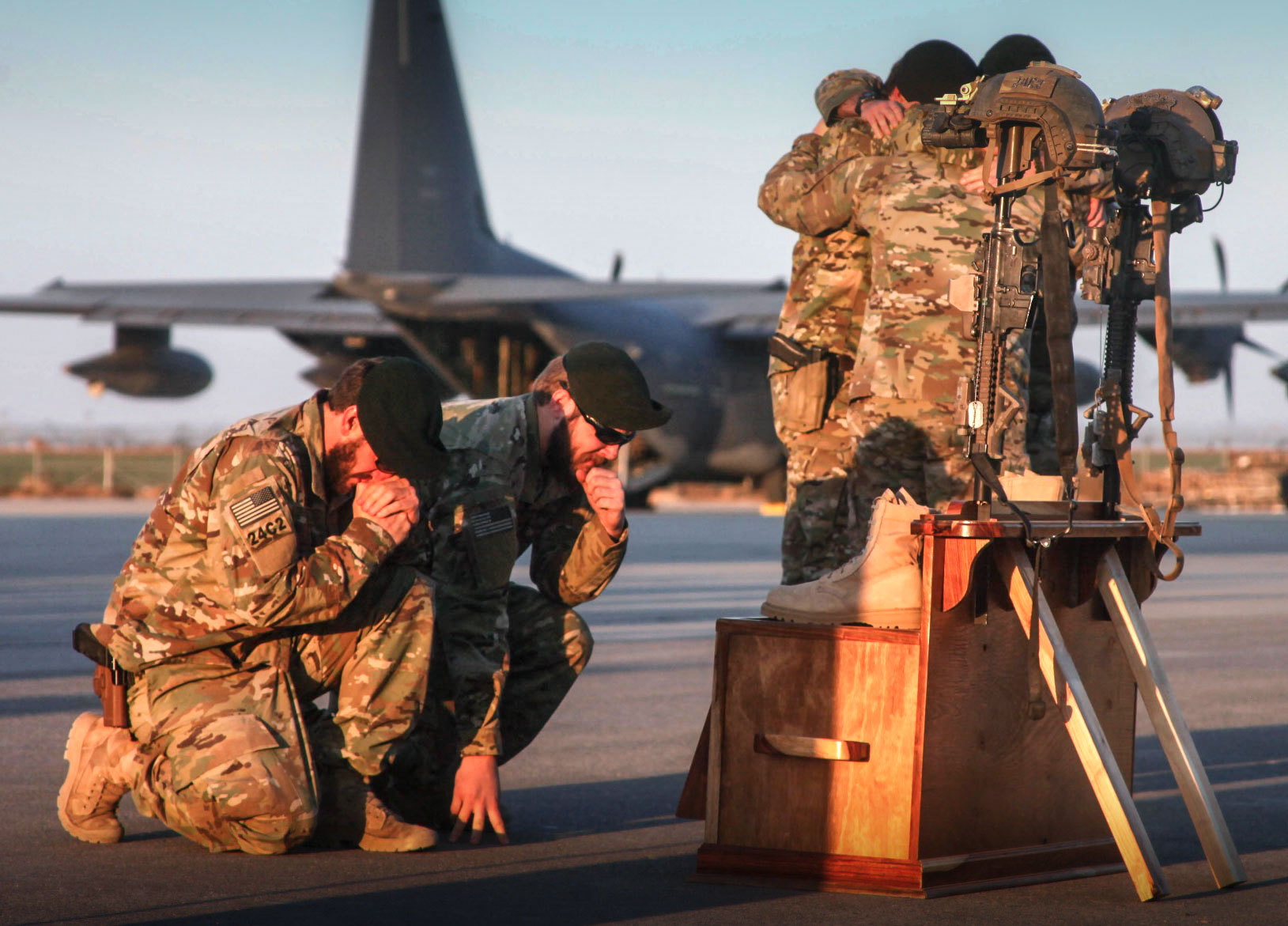
美軍特種部隊官兵在機場為陣亡的兩名弟兄默哀(2016)

阿富汗政府宣稱其部隊在2017年打死13,600名叛亂分子，另外拘捕了2,000名叛亂分子。
在2016年4月至2018年7月期間，阿安全部隊有約14,000人陣亡。2018年11月，阿富汗總統阿什拉夫·加尼表示從2015年起阿安全部隊已損失近29,000人。
2018年8月1日，在遭到塔利班攻擊後，超過150名伊斯蘭國分子在朱兹詹省向阿政府軍投降。

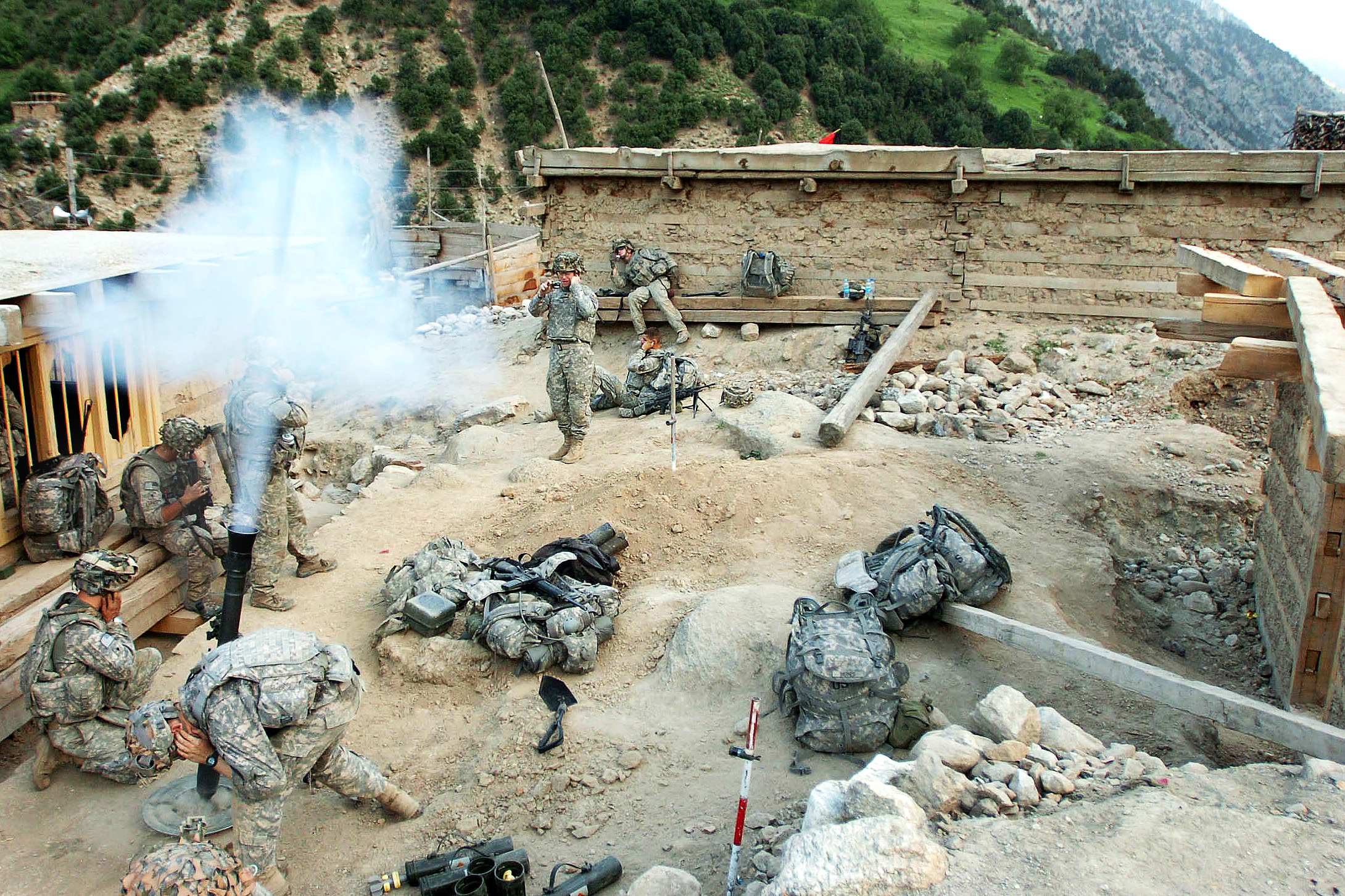
美國迫擊砲發射

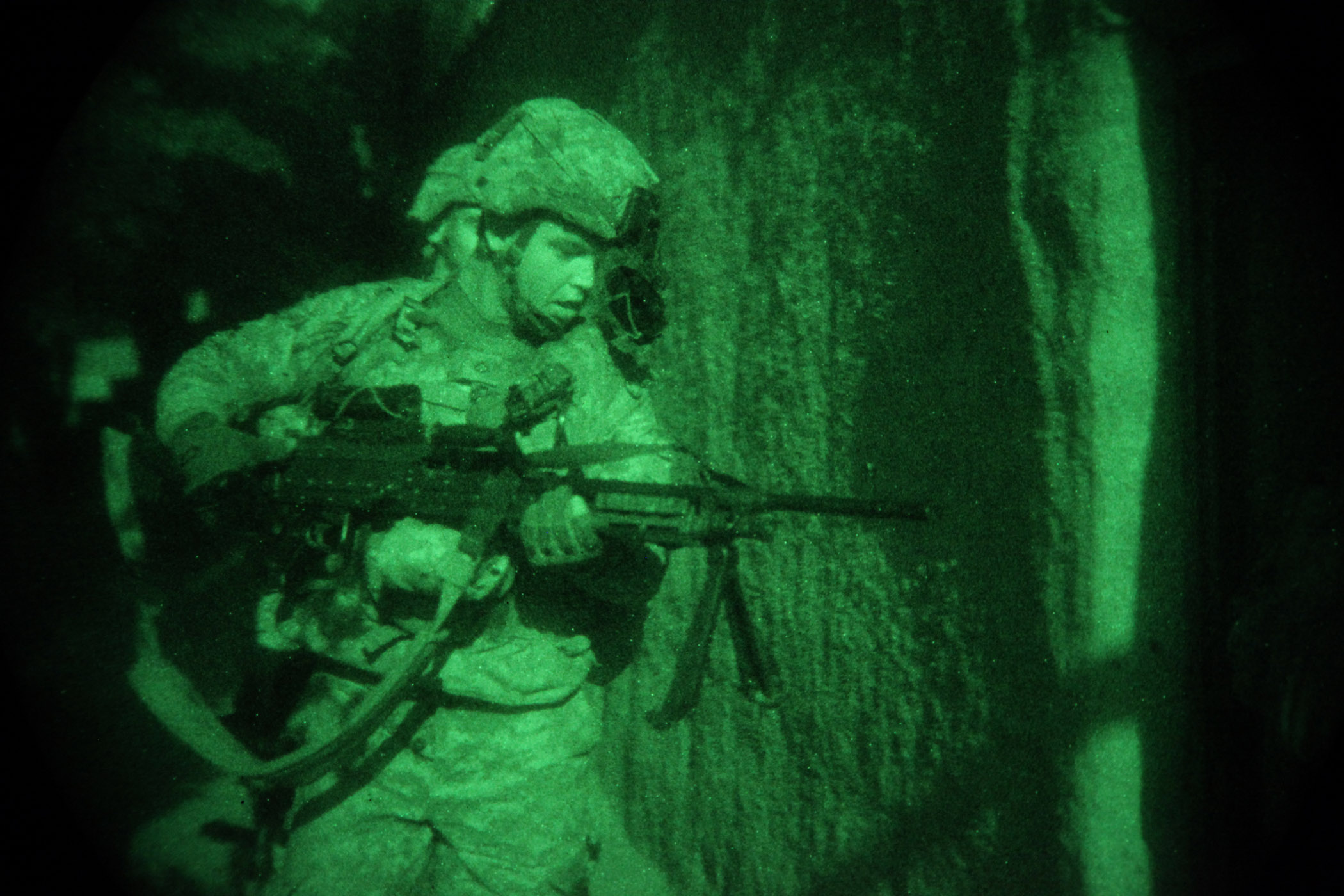
夜間突襲戰的美國兵

2019年10月27日，美军和阿富汗安全部队在坎大哈省和法里亚布省执行联合军事行动，造成80多名塔利班分子丧生。

### 雙方談判
2020年2月29日，经过多轮谈判后，美国与塔利班在卡塔尔签署结束阿富汗战争的和平协议。协议重要内容包括；美军将会在135天内逐步撤军，将驻扎兵力从1万2000人降至8600人；塔利班则承诺不再发动针对阿富汗政府的袭击；阿富汗政府则认同塔利班的人权和地位。 阿富汗政府在与塔利班的协议中，塔利班同意释放1,000名阿富汗士兵，而阿富汗政府将释放5,000名塔利班囚犯，但阿富汗政府保留释放塔利班数千名囚犯的谈判，原因是塔利班囚犯之中包含具有危险思想的人员。3月2日，塔利班与阿富汗政府就囚犯问题打破承诺，发动恐怖袭击攻击阿富汗宪兵部队，但强调不会攻击外国部队。隔日，美军展开回应塔利班的军事行动，对塔利班发动小型空袭，但和平协议并没因此中断。
阿富汗政府因为2019年总统选举结果，引发政治危机。争取连任的阿什拉夫·加尼·艾哈迈德扎伊和时任首席执行官阿卜杜拉·阿卜杜拉争选总统职位。最终加尼获得50.64%选票，阿卜杜拉获得39.52%选票，欧盟在次日宣布承认加尼胜选。阿卜杜拉指责选举舞弊，宣称自己获胜，要组建一个「平行政府」与加尼对立。3月6日，伊斯兰国在首都喀布尔举行的一场集会发动恐袭击，导致至少32人死亡。3月9日，加尼与阿卜杜拉在两个不同地点，分别宣誓就职总统职位，引发阿富汗政局动荡。美国为挽救与塔利班的和平协议，尽最大努力协调阿富汗2位总统与塔利班的矛盾，但彊持在释放塔利班囚犯的问题上，使得和平协议进程停滞不前。8月13日，阿富汗当局宣布开始释放谈判中的400名塔利班囚犯，得以继续启动和平谈判。
9月12日，阿富汗政府与塔利班在卡塔尔首都多哈展开历史性谈判，以寻求终止近20年的阿富汗战事。也是自2001年阿富汗战争开战以来，阿富汗与塔利班首次展开谈判。但在谈判进展缓慢之际，阿富汗昆都士省汗阿巴德地区的阿富汗军阵地于9月19日遭到袭击，阿富汗军方随着也以数波空袭回击，炸死30多名塔利班战士，包含2名指挥官。但塔利班则发布声明否认战士遇袭，并声称有23位平民丧命。阿富汗国防部宣称在得知塔利班说法，将会进行调查。阿富汗总统加尼呼吁塔班利因人道理由停火。自9月12日谈判开始以来，塔利班与阿富汗政府在各地频频爆发冲突。阿富汗内政部发言人塔里克·阿里安（Tariq Arian）在9月21日表示，在过去的一周中，塔利班的袭击在24个省中杀死了98名平民，另外230人受伤。阿富汗国防部官员指出，阿富汗境内至少有57名阿富汗安全部队成员和80名塔利班战斗人员丧生。

### 美軍撤離與塔利班勝利
2021年3月5日起，美国阿富汗和解问题特别代表与塔利班团队在卡塔尔首都多哈重新开始和平谈判。
6月28日，阿富汗兩个省份的4个区域中心被塔利班控制。
7月13日，阿富汗聲稱擊斃267名塔利班武装人员。
8月7日，塔利班在3日內連奪5省，政府軍不戰而退。
8月12日夜，坎大哈、加茲尼、赫拉特均被塔利班攻克，塔利班武裝已經推進至距離喀布爾僅有130餘公里的要衝。同日，英美等國皆稱很快會撤離大使。
8月13日，塔利班再克拉什卡尔加與普勒-阿拉姆兩座重鎮，距離喀布爾僅有50公里，政府軍已兵敗如山倒。
美軍已於喀布爾國際機場部署3,000兵力協助撤僑，挪威大使館宣布關閉，而法國大使館已經縮減人員規模至最低。
截止8月14日，政府軍仍然掌握的重要城市除了喀布爾外，尚餘北部的马扎里沙里夫以及巴阿邊界的贾拉拉巴德。而西北部的重鎮瑙堡在當天已經被佔領，而菲羅茲科則不戰而降。
同日，美國轟炸了坎大哈機場，炸死了幾名塔利班民兵。
8月15日下午，塔利班攻入首都喀布爾，控制喀布爾大學，並正與阿富汗政府談判，要求後者和平投降。美國駐喀布爾的核心團隊成員工作地點轉到喀布爾機場，而目前留在喀布爾的美國大使館人員低於50人。而其他國家駐喀布爾大使館正在「以有限人力在合適地點運作」。
阿富汗代理內政部長當日米爾薩瓦宣布：「政權將和平轉移，安全部隊會確保喀布爾安全」。而阿富汗總統阿什拉夫·加尼·艾哈迈德扎伊將會在幾小時內宣布辭職，並且與塔利班的臨時政府相對接。
塔利班領導人已經下令在喀布爾避免使用暴力或者傷害平民，並讓任何選擇離開的人安全離開。他還要求婦女前往受到保護的地區，並且要求塔利班的部隊暫緩進入喀布爾城。

### 潘傑希爾抵抗勢力
8月17日，阿富汗第一副總統阿姆魯拉·薩利赫宣布依據阿富汗憲法就任臨時總統。稍後阿姆魯拉·薩利赫與艾哈邁德·沙阿·馬蘇德之子艾哈邁德·馬蘇德聯手，於目前由北方聯盟所控制的潘傑希爾，組成潘傑希爾抵抗勢力，並宣示將持續對抗目前塔利班政權。當天大約在同一時間，阿富汗國民軍的殘剩的力量在艾哈邁德·馬蘇德的鼓舞下，開始集結在潘傑希爾山谷，並成功奪回先前由塔利班所佔領之帕爾旺省首府恰里卡爾，預備與目前佔領喀布爾的塔利班政權進行長期對決。

## 阿富汗的影响

### 平民伤亡
在阿富汗的的伤亡人员中，大多数主要由政府军和支持政府的武装导致，其中有70％伤亡人员被归咎于“反政府分子”。
2014年，阿富汗的平民伤亡数字为10,548人，这是自2009年以来所记载的最高平民伤亡数字，其中平民死亡数字为3,699人，受伤人数为6,849人。
据统计，自从2009年以来，阿富汗武装冲突总共造成的平民伤亡数字为47,745例。2017年，阿富汗的冲突造成10,453名平民因伤亡，其中包括3,438人死亡和7,015人受伤。
2019年，联合国记录了3,403名平民被杀害、6,989人受伤。
2020年上半年，联合国援助团共记录了3,458起平民伤亡事件，其中1,282人死亡、2,176人受伤。

### 难民
自北约组织的大部分部队已经在2013和2014年撤离后，阿富汗叛军和政府军之间的战斗更加激烈，恐怖主义活动也更加猖獗，平民死伤人数不断上升，其中妇女和儿童人数大增。数以万计的难民前往欧洲寻找新天地，但欧洲各国对此保持不同立场，一些国家则遣返难民回国或提供难民返乡津贴，以鼓励难民回国，而遣返难民在欧洲各国一直存在争议。其中，德国在2015年至2017年底，一共拒绝了82,358名阿富汗难民提出的避难申请。
2013年1月，联合国估计有547,550名国内流离失所者，比2012年1月估计的447,547名国内流离失所者增加了25%。
2019年，巴基斯坦和伊朗作为世界主要的难民收容国之一，收容大约400万来自阿富汗的难民。

### 毒品贸易
从1996年到1999年，塔利班控制了阿富汗96%的罂粟田，使鸦片成为其最大的收入来源。鸦片出口税也成为塔利班收入的主要支柱之一，为战争提供了武器，弹药和燃料，同时阿富汗毒品走私问题也成为长年以来世界各国一项头痛的问题。《纽约时报》上，统一战线财政部长瓦希杜拉·萨巴旺（Wahidullah Sabawoon）宣布塔利班没有年度预算，但“似乎每年花费3亿美元，几乎全部用于战争”。他补充说，塔利班越来越依赖3种货币来源：“罂粟，巴基斯坦人和奥萨马·本·拉登”。
到2000年，阿富汗估计占世界鸦片供应量的75%，2000年，阿富汗的鸦片供应量为82,171公顷（203,050英亩），估计为3,276吨。随后，阿富汗禁止鸦片种植，估计产量从1,685公顷（4,160英亩）降至74公吨。一些观察家说，这项禁令是为了提高鸦片价格和增加出售大量现有库存的利润而发出的，以求在联合国获得国际承认。
1999年的收成创历史新高，其后在2000年有所减产，但产量仍然很高。2000年和2001年继续贩运积累的库存。2002年，联合国提到“在前几年丰收期间积累了大量的鸦片剂”。2001年9月，在9月11日对美国发动袭击之前，塔利班据称授权阿富汗农民再次播种鸦片。
到了2005年，阿富汗的鸦片产量占世界的90%，其中大部分被加工成海洛因，并在欧洲和俄罗斯出售。2009年，英国广播公司（BBC）报告说：“联合国的调查结果表明，价值650亿美元（合390亿英镑）的鸦片市场为全球恐怖主义提供了资金，迎合了1,500万毒品成瘾者，每年杀死10万人。” 美国官员表示，赢得阿富汗反毒品战争是赢得阿富汗反恐战争不可或缺的一部分，要求在国际上为消除毒品的努力提供援助。
2017年，阿富汗的毒品走私交易的产值为41至66亿美元，占国内生产总值的20%至32%，鸦片经济的产值迄今已超过阿富汗2016年合法商品和服务的出口额，占国内生产总值的7%。2018年，阿富汗的罂粟种植约为32.8万公顷，比2016年的20.1万公顷增长63%。

## 參戰方

### 阿富汗政府
2016年阿富汗政府軍和警察在表面上合共有32萬人，實際人數遠低於此。2016年8月，美國政府屬下的阿富汗重建特別監察長致函美國國防部，指出阿富汗安全部隊內，利用不存在的人員侵吞軍餉的現象嚴重，領薪的「幽靈士兵」和「幽靈警察」數以萬計。赫尔曼德省的官員表示在該省的安全部隊有多達一半的領薪人員實際上不存在。
北約官員批評一些阿富汗官員貪污腐敗、領導無方，可是若加以嚴格管控，又會引致部隊補給不足和士氣低落，一些心生不滿的軍警帶同這些大量武器叛逃，加入塔利班。

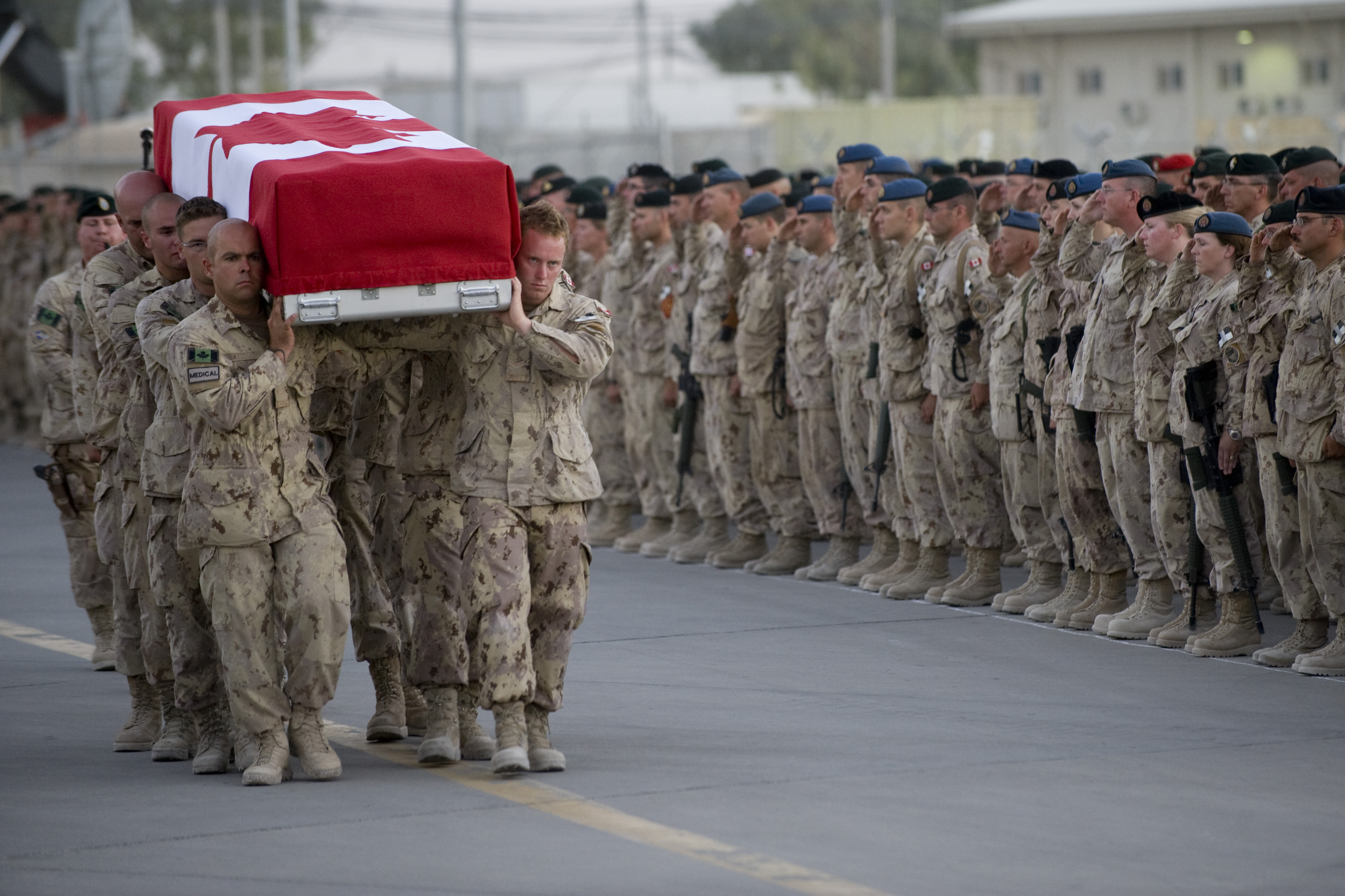
加拿大軍運回死亡者

阿富汗總統2018年底表示近4年來政府軍部隊已經死亡近30,000人，傷殘者不計，而軍人月薪約200美金，政府曾於2015年公布安全部隊傷亡數據為5,000人死亡、1.5萬人負傷。
在2021年的戰事當中，有許多阿富汗政府官員遭到拘禁。目前已知被拘禁的最高職位的官員為資深指揮官伊斯梅爾汗。塔利班已經承諾不會傷害所有官員，並且據半島電視台報導，伊斯梅爾汗已經獲釋。。

### 塔利班
塔利班經過十幾年的反撲戰鬥加上農村地區支持，充分利用阿富汗地形特徵和宗教動員，逐步攻佔近一半領土，美國扶植的新政府軍慢慢轉守勢。
2018在联合国召开的援助阿富汗议会期间，塔利班再一次发动了炸弹袭击，导致56名阿富汗士兵死亡、300多人受伤。美军向塔利班提出6个月的停火协议也遭到了拒绝，这已经是塔利班第3次拒绝美军的停火要求。
同時持續不斷的游擊戰埋伏襲擊政府車隊，例如2018年11月25日阿富汗西部法拉省，整支警察車隊被伏擊戰大舉消滅，此類事件層出不窮，塔利班神學士武裝企圖使用游擊戰術由點連接成面，对当地安全部队和政府官员进行近乎每天1次的袭击，最後上升為戰略態勢，吸引越來越多穆斯林加入其和美國基督教的聖戰。其在卡塔尔建立了办事处並稱為是流亡政府所在，小國卡塔尔意圖在回教世界所有相關事務中扮演協調方角色，所以與塔利班有部分默契存在，其實塔利班並非完全沒有國際視角的鄉下游擊隊，其也利用大國競爭態勢與中国及更多國家展開接觸，透過引進更多外部勢力來平衡美國話語權。
根據阿富汗重建特別監察長的報告，截至2018年1月31日塔利班已經占據59個縣（佔總數約14.5%），另有119個縣（29.2%）陷於雙方爭奪中，塔利班同時繼續向城市地區製造爆炸案和游擊進攻。2019年4月30日美軍宣布日後不再公佈雙方領土人口對比，更是引發一輪質疑是否是數據逆轉所以不敢再公佈。
早在2017年8月英國BBC一項自主調查發現塔利班在70%領土上可以非常活躍的活動，基本視美軍如無物也無人可奈何，而這些地區人口已近全國一半，而同年8月北約卻公佈塔利班只在44%領土活動，兩者相差巨大在2017年就已經引起BBC關注。同時他們調查發現伊斯蘭國開始出現在10%的領土上，似乎與塔利班有共存關係。
2021年塔利班在3日內連奪5省。

### 美軍
從歐巴馬政府後期到川普執政，美國的阿富汗戰略發生轉變，其目前角色逐漸更像是阿富汗政府和塔利班之间的调节者，這是因為美國意圖往逐漸淡化方向脫身，但又不甘於花費了17年時間，上萬士兵傷殘和上兆美金代價的戰爭最後以一種極度不利美國的方式結束，若提早撤退等同於戰敗，從而陷入兩難，所以至今美軍在阿仍保留一定軍力。
2018年後川普政府专注于与塔利班达成政治解决方案，考虑到该组织的一些长期要求，美国特使扎尔迈举行了塔利班直接会谈。這已經改變了十多年前將之視為絕對恐怖組織并拒絕談判的立場。美國社會普遍對阿富汗戰爭感到不耐烦和不知目的為何，華盛頓戰略界則認為應該儘早抽出資源應對大國競爭和伊朗、北韓。
2018年11月美军最高军事指挥官邓福德发表声明称，经过17年的不断战争，美军没能战胜阿富汗塔利班组织，美國新任阿富汗和解事務特別代表扎尔迈2018年11月18日説希望阿富汗政府與塔利班明年4月20日前達成和平協議。此等同宣告美國已經接受無法消滅塔利班的事實，但至今各種談判沒有結論，如果真有戰後時代來臨，塔利班也將成為一股政治力量長期存在阿富汗，成為一股極端的隱患勢力，雖然美國想將塔利班轉型為一個政黨將來與現政府成為一種兩黨政治，塔利班鷹派則自認只要複製越戰模式耗到美軍無法忍受而撤退時，便能直接攻入大城市重奪政權。
美國也透過軟性手段推動計畫，例如具有「塔利班之父」稱號的穆斯林傳教士「哈克」，協助阿富汗政府遊說塔利班組織進行和談，但2018年下半年在巴基斯坦被刺殺身亡，早年他創立的神學院連塔利班創始人歐瑪也是該院學生，因此得到塔利班之父的稱號。然而刺殺行動表明塔利班中的強硬派依然有行動能力，且中東相當大一部分穆斯林對美國是拒絕談判態度並對塔利班有同情心理，所以即使在巴基斯坦也能找到合作對象準確定位暗殺目標，並產生恫嚇效應警告任何想與美軍達成和解的人士。
喬·拜登撤軍的行動也引來了美國朝野與輿論的批評，甚至有人稱拜登這一決定為「執政汙點」。
隨著美軍撤軍以及阿富汗政府軍的節節潰敗，有美國評論家開始憂慮這場戰爭將會重演越南戰爭中的西貢淪陷一幕。

## 各方反应

### 美國態度
2021年8月10日，美國國防部發言人柯比表示，保衛阿富汗伊斯兰共和国政权是阿富汗政府軍自己的戰鬥。8月13日，柯比稱阿富汗首都未面臨迫在眉睫的威脅。
8月16日，美國國務卿布林肯坦承，阿富汗淪陷的速度超過預期。拜登在大衛營發表聲明稱，「如果阿富汗軍隊不能或不願守住自己的國家，美軍再駐紮1年或5年也不會有什麼不同。」並表示不會把阿富汗戰爭傳給下任總統。
香港商報援引俄羅斯衛星通訊社訊息表示，美軍向欲攀爬飛機的民眾開槍。甚至造成踩踏死傷。

### 塔利班接管政权
儘管塔利班已經控制阿富汗大部分領土，並切斷各城市聯繫， 但國際社會普遍對其所建立的政權存有疑慮和抗拒。
部分國家認為塔利班為極端組織，包括美、英、俄等大國。但亦有一些國家持開放態度，例如中、俄，及部分中東國家。因此，臨時政府若要獲得國家社會的認可和接受，必須確保政府保障基本人權及自由、婦女及少女的教育及其他社會權利、並承諾打擊周邊的恐怖主義組織。這樣才能確保政權的國際合法性。
2021年8月15日，塔利班攻入首都，全國已無抵擋能力。總統逃至塔吉克斯坦。

塔利班表示，將成立新國家，為阿富汗伊斯蘭酋長國。
隨著美軍撤軍，在此前已有許多民眾、海歸、政要離開阿富汗。
連政府軍自己也逃至烏茲別克，無心戀戰。

### 難民
逃離阿富汗的難民，大多沒有經濟能力，只能步行前往。路上可見支撐不下去的屍體，土耳其作為歐洲大國，是個很好的庇護所。一位受访者說，塔利班到處占領，會給他們武器去打仗，然後死在那裏。另一位受访者說，一家四口經過伊朗逃往土耳其，遭邊境警察開槍，只剩下兒子和他活下來。
對於這批難民群，土耳其當地民眾普遍沒有好臉色，甚至當地失業率居高不下。呼籲當局關閉邊境。一名老人則表示，作為奧斯曼的後裔，不應該讓他們失望。
阿富汗當地生活不好過之外，連年戰亂更是雪上加霜。塔利班節節勝利，戰火摧殘，一名老婦人在難民營訴說，三個兒子都死了。
醫療環境也不好。雖然號稱不流血取得政權，還是許多家庭破碎所換來。

### 女性擔憂
一名阿富汗女大生表示被西方國家背叛。
而根據《法新社》和《美聯社》報導指稱，這個基本教義派組織在1996年到2001年的五年統治期間嚴格限制女性自由，甚至强迫未成年少女嫁給聖戰士。
在过去塔利班统治下，塔利班规定女性出门必须有男性家属陪同，且必须穿全身罩袍，因而沦陷后的女性将再次失去独自出門購物、看電影等的基本自由，而離過婚的妇女、寡婦都有可能随时被迫与塔利班结婚，成为他們妻子或沦性奴隸。

### 軍備
在2021年7月，美軍突然撤離，随后该基地遭受了民眾和塔利班组织的洗劫。数千辆民用车和装甲车（大多数都没有钥匙），一些小型武器和弹药等约350万件物品被阿富汗軍方接收。
同年8月15日首都喀布尔淪陷，此基地内的阿富汗政府守軍直接投降，导致上述军用物品的所有权转移到了塔利班武装组织手中。